# Tomislav Marić
Tomislav Marić (Heilbronn, 28 de janeiro de 1973) é um ex-futebolista alemão naturalizado croata que atuava como atacante.
Pela Seleção Croata, Tomislav jogou onze partidas, marcando dois gols.